# Crist del 1147
El Crist de 1147 és una escultura de Crist feta el 1147 i que actualment forma part de la col·lecció permanent del Museu Nacional d'Art de Catalunya. Procedeix d'una església indeterminada del bisbat d'Urgell, probablement d'Andorra.

## Composició
Dins l'escultura en fusta romànica a Catalunya, aquesta és una peça excepcional pel fet de poder-se datar amb precisió, cosa que només succeeix en dues obres més. Així, en una restauració realitzada l'any 1952 es va descobrir una cavitat existent a la part posterior de la figura de Crist, que contenia diverses relíquies embolicades amb teixits hispanomusulmans i uns pergamins. Un d'aquests conservava una inscripció on es llegia la data de consagració de l'obra, el 1147, que li dona el nom. Un altre pergamí es referia al reconeixement de les relíquies l'any 1521, cosa que fa veure la seva utilització més enllà de l'edat mitjana i la seva remodelació en aquell moment.
En certa manera, és una peça valuosa per a la datació d'obres similars i, a més, ens permet recordar que algunes imatges servien també com a reliquiaris.
A diferència de les majestats (o Crist triomfant), el Crist del 1147 exemplifica el tipus del Crist sofrent (Cristus Patiens), representat seminu, vestit només amb un faldonet o perizonium, i amb els braços sensiblement doblegats. Tot i que al·ludeix a la mort redemptora de Crist, incideix més en l'aspecte del sofriment, en la mort de Crist com a home. La duresa dels trets facials contribueix a ressaltar aquest aspecte, així com el plantejament de l'anatomia. Malgrat això, cal tenir en compte que l'obra ha perdut pràcticament tota la seva policromia, de manera que la seva fesomia original era molt diferent de l'actual. L'àmbit català conserva nombrosos exemples d'aquesta tipologia, de la mateixa manera que el romànic en general. Entre els antecedents més importants, cal destacar el Crist de Gero, conservat a Colònia (Alemanya) i datat entre 960 i 980.